# Waterloo Lily
Waterloo Lily är ett musikalbum av Caravan som lanserades 1972 på skivbolaget Deram. Keyboardisten David Sinclair hade lämnat gruppen innan inspelningarna av detta album, och han ersattes av Steve Miller (ej att förväxla med frontfiguren i amerikanska Steve Miller Band). Med Miller blev Caravan på detta album en betydligt mer jazzinspirerad grupp. Det blev dock det enda albumet som Miller gjorde med gruppen. Inför nästa album var Sinclair tillbaka igen.
2001 gavs albumet ut i en upplaga med fyra bonusspår.

## Låtlista
1. "Waterloo Lily" - 6:47
2. "Nothing at All / It's Coming Soon / Nothing at All (Repris)" - 10:25
3. "Songs and Signs" - 3:39
4. "Aristocracy" - 3:03
5. "The Love in Your Eye / To Catch Me a Brother / Subsultus / Debouchement / Tilbury Kecks" - 12:31
6. "The World is Yours" - 3:40